# Эсма-султан (дочь Абдул-Азиза)
Эсма́-султа́н (тур. Esma Sultan; 1870 год или 21 марта 1873 года, Стамбул — 7 января 1897 года или 7/8 мая 1899, там же) — дочь османского султана Абдул-Азиза. Матерью Эсмы по разным данным была четвёртая жена Несрин Кадын-эфенди или же главная икбал Гевхери Ханым-эфенди. В возрасте 19 лет Эсма была выдана замуж за Кабасакал Черкес Мехмеда-пашу, который был старше султанши на 20 лет. В браке Эсма родила четверых или пятерых детей, и при рождении последнего ребёнка скончалась.

## Биография

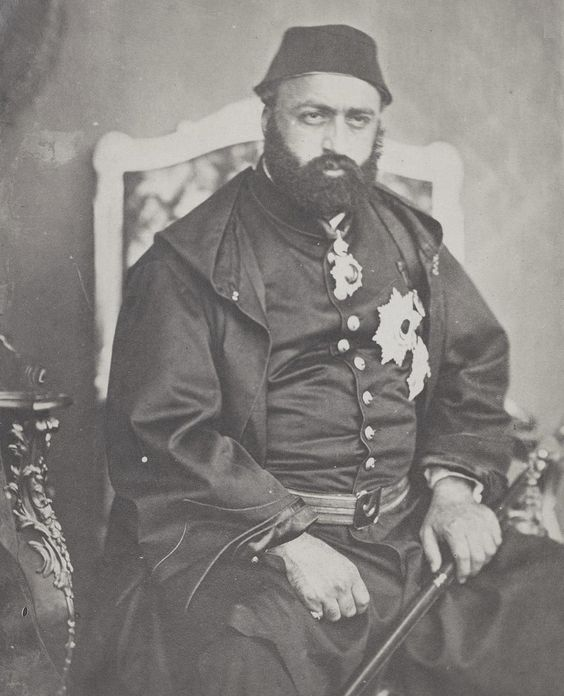
Отец Эсмы султан Абдул-Азиз

Эсма-султан родилась во дворце Долмабахче в Стамбуле и была одной из дочерей османского султана Абдул-Азиза. Согласно османисту Энтони Олдерсону, Эсма родилась в 1870 году, а её матерью была на тот момент четвёртая жена Абдул-Азиза Несрин Кадын-эфенди; при этом, ссылаясь на работу «Султан Азиз» Халука Шехсувароглу, Олдерсон отмечал, что она могла родиться в 1873 году и в таком случае была близнецом Эмине-султан. Мемуарист Харун Ачба также называет матерью Эсмы Несрин Кадын-эфенди, но указывает 1873 год годом рождения султанши. Однако турецкие историки Недждет Сакаоглу и Чагатай Улучай писали, что родилась Эсма 21 марта 1873 года (21 мухаррам 1290 года по хиджре), а её матерью была на тот момент главная фаворитка султана (башикбал) Гевхери Ханым-эфенди. Кроме того, Улучай указал, что Эсма родилась в 5 часов вечера, а 21 марта 1873 года было четвергом. У Эсмы было 12 братьев и сестёр, из которых полнородными ей приходились брат Мехмед Шевкет-эфенди и сестра Эмине-султан, либо же брат Мехмед Сейфеддин-эфенди.
Эсме было три года, когда умер её отец Абдул-Азиз, поэтому росла девочка под присмотром матери и единокровного старшего брата шехзаде Юсуфа Иззеддина-эфенди. Сакаоглу и Улучай описывали Эсму как очень красивую высокую девушку с широкими бровями, большими чёрными глазами, вытянутым лицом и белой кожей. Улучай добавлял, что Эсма была «проста умом и характером».
Султан Абдул-Хамид II озаботился судьбой племянниц лишь в 1889 году; тогда же, 20 апреля, в Йылдызе прошла свадьба четырёх султанш, две из которых, Салиха и Назиме, были единокровными сёстрами Эсмы, а третья, Зекие, была дочерью самого Абдул-Хамида. Мужем самой девятнадцатилетней Эсмы стал советник султана Кабасакал Черкес Мехмед-паша, который был на 20 лет её старше и, предположительно, приходился братом Бидар Кадын-эфенди. Черкес Мехмед ранее был женат на дочери Абдул-Меджида I Наиле-султан и ещё на одной женщине, от которой у паши были взрослые дети. Турецкий драматург Нахид Сырры Орик в статье «Дочери Абдул-Азиза» писал, что в правление отца Эсмы за Черкеса Мехмеда-пашу хотели выдать замуж невольницу из дворца, которой даже успели выдать вольную, однако султан пожалел девушку и не отдал её за пашу.
Сакаоглу писал, что в браке Эсма-султан родила трёх сыновей, носивших титул султанзаде, и одну дочь: Хайреддин (1889), Саадеддин (1895), Хасан Бедреддин (?) и Михрихан Ханым-султан (?). Рожая пятого ребёнка, о котором Сакаоглу не приводит никаких сведений, Эсма умерла. Произошло это, согласно Сакаоглу, 8 мая 1899 года, тогда как Олдерсон указал 7 января 1897 года датой смерти Эсмы. Улучай же писал, что Эсма-султан умерла при четвёртых родах 7 мая 1899 года (26 зу-ль-хиджа 1316 года по хиджре). Сакаоглу и Улучай без указания конкретного тюрбе писали, что Эсма-султан была похоронена в Новой мечети.

## Особняк Эсмы-султан

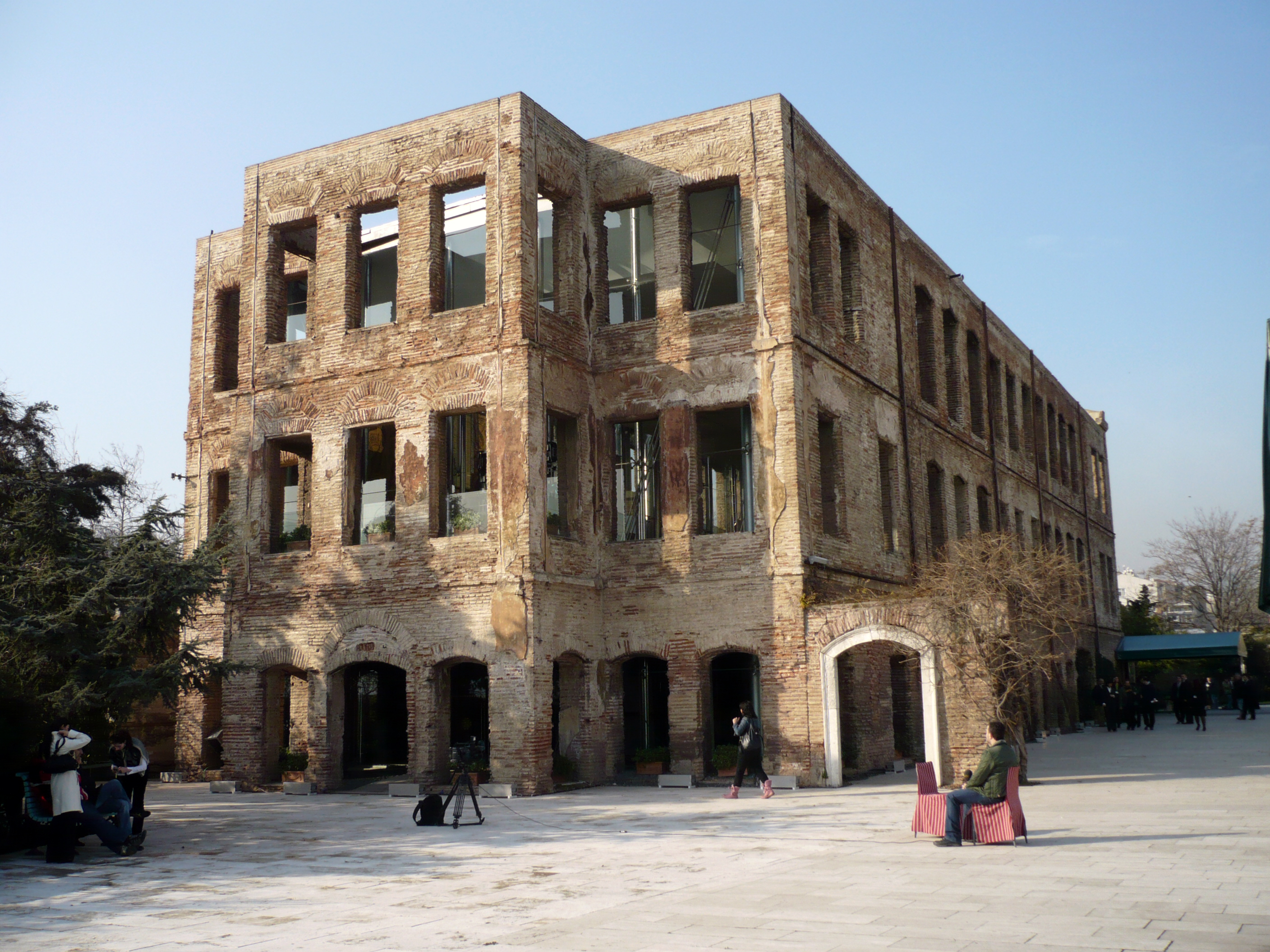
Особняк Эсмы-султан по состоянию на 2008 год

Недалеко от мечети Ортакёй расположен ялы, носящий имя Эсмы-султан. До XXI века дошёл лишь каркас из четырёх стен. Согласно Нахиту Сырры Орику, особняк изначально принадлежал богатому армянину Максутяну. В какой-то период времени, ялы перешёл во владение дочери Абдул-Меджида I Наиле-султан, после смерти которой её вдовец Кабасакал Мехмед-паша жил в этом особняке со своей второй женой, а потом и третьей — Эсмой-султан. Сакаоглу писал, что скорее всего, ялы получил название благодаря именно третьей жене Кабасакала, однако возможно особняк имел отношение и к другой султанше того же имени — дочери Ахмеда III или дочери Абдул-Хамида I.